# Xã Lake, Quận Missaukee, Michigan
Xã Lake (tiếng Anh: Lake Township) là một xã thuộc quận Missaukee, tiểu bang Michigan, Hoa Kỳ. Năm 2010, dân số của xã này là 2.800 người.